# Polygonatum odoratum
Il sigillo di Salomone (Polygonatum odoratum (Mill.) Druce) è una pianta erbacea perenne della famiglia delle Asparagaceae.